# Епархия Баже
 Епархия Баже  (лат. Dioecesis Bagensis) — епархия Римско-Католической церкви с центром в городе Баже, Бразилия. Епархия Баже входит в митрополию Пелотаса. Кафедральным собором епархии Баже является церковь святого Себастьяна.

## История
25 июня 1960 года Святой Престол учредил епархию Баже, выделив её из епархий Пелотаса и Уругуаяны.

## Ординарии епархии
- епископ José Gomes (18.03.1961 — 16.07.1968) — назначен епископом Шапеко;
- епископ Angelo Félix Mugnol (15.01.1969 — 12.02.1982);
- епископ Laurindo Guizzardi (12.02.1982 — 28.11.2001) — назначен епископом Фос-ду-Игуасу;
- епископ Gílio Felício (11.12.2002 — по настоящее время).

## Источник
- Annuario Pontificio, Ватикан, 2005